# Nootsara Tomkom
Nootsara Tomkom (em tailandês:นุศรา ต้อมคำ, Ban Pong, Ratchaburi, 7 de Julho de 1985)  é uma jogadora de voleibol tailandesa. Atua na posição de levantadora e é considerada por torcedores e pela crítica especializada, a melhor levantadora do mundo. Atualmente defende as cores do clube turco Fenerbahçe. 

## Biografia
É a segunda filha do Sr. e Sra Chaluay e tem uma irmã mais velha chamada Nicole Tom. Começou a praticar o voleibol profissionalmente na Faculdade de Ciências e Tecnologia onde estudava. Começou a jogar voleibol com a idade de 10 anos, enquanto  frequentava a escola em Ratchaburi. Começou jogando como atacante e tinha certo destaque apesar de seus 1,69 m. Mas foi na posição de levantadora que Tomkom chamou atenção de seu treinador. Estreou na seleção no Grand Prix de 2003 substituindo a antiga levantadora que havia se aposentado onde conquistaram a 9ª colocação.
É apontada por especialistas como uma das principais responsáveis pelo crescimento da Seleção Tailandesa no cenário internacional. Com seus toques rápidos e precisos, aliados à sua excelente visão de jogo, faz com que um seleção com média de altura baixa para os padrões do vôlei moderno (abaixo de 1,80 enquanto muitas seleções se aproximam de 1,90) seja competitiva a nível internacional.

## Clubes
- IBSA Club(2007–2008)
- Federbrau(2008–2009)
- Kanti Schaffhausen (2008–2010)
- Chang (2010–2011)
- Kathu Phuket]] (2010–2011)
- Azerrail Baku (2010–2012)
- Chang (2011–2012)
- Igtisadchi Baku (2012–2013)
- Idea Khonkaen (2013–2014)
- Rabita Baku (2013–2015)
- Azerrail Baku (2015–2016)
- Fenerbahçe (2016– )

## Premiações Individuais
- 2007 Campeonato Asiático de Clubes "Melhor Levantadora"
- 2007 Campeonato Asiático "Melhor Levantadora"
- 2008 Campeonato Asiático de Clubes "Melhor Levantadora"
- 2009 Campeonato Asiático de Clubes "Melhor Sacadora"
- 2009 Campeonato Asiático "Melhor Levantadora"
- 2010 Campeonato Asiático de Clubes "Most Valuable Player"
- 2010 Copa Asiática "Melhor Levantadora"
- 2010-11 Superliga Azeri "Melhor Levantadora"
- 2011 Campeonato Asiático de Clubes "Melhor Sacadora"
- 2012 Campeonato Asiático de Clubes"Melhor Sacadora"
- 2012 Qualificação Olímpica Mundial "Melhor Levantadora"
- 2012 Grand Prix "Melhor Levantadora"
- 2012 Copa Asiática Championship "Melhor Levantadora"
- 2013 Campeonato Asiático "Melhor Levantadora"
- 2013-14 CEV Champions League "Melhor Levantadora" [2]
- 2013-14 Superliga Azeri "Melhor Levantadora"
- 2014-15 Superliga Azeri "Most Valuable Player" [3]
- 2014-15 Superliga Azeri "Melhor Levantadora"
- 2014-15 Superliga Azeri "Melhor Sacadora"
- 2015-16 Superliga Azeri "Melhor Levantadora" [4]
- 2016 Montreux Volley Masters "Melhor Levantadora" [5]

## Condecorações Reais
- 2013 -  Ordem do Elefante Branco
- 2010 -  Ordem do Direkgunabhorn [6]